# Maria Bill
Maria Bill (née le 15 novembre 1948 à Trogen) est une actrice et chanteuse autrichienne.

## Biographie
Maria grandit au village d'enfants Pestalozzi où son père Arthur Bill (de) est pédagogue. Elle commence une carrière de comédienne en 1971 au Theater am Neumarkt Zürich (de), où elle fait partie de l'ensemble pendant trois ans. Elle part ensuite à Paris pour être l'élève de l'école de théâtre de Jacques Lecoq, où elle se découvre des talents de comique.
En 1978, Maria Bill s'installe à Vienne où elle joue au Theater in der Josefstadt, au Burgtheater, au Volkstheater. Pour sa performance sur la vie d'Édith Piaf, elle reçoit en 1982 la Médaille Kainz puis fait une tournée en Suisse et en Allemagne. En 2007, elle joue Sally Bowles dans Cabaret au Volkstheater.
En 1983, elle publie l'album Maria Bill qui entre dans le hit-parade. Le titre I mecht landen devient un classique de l'Austropop. Par ailleurs, en concert, elle chante aussi des chansons de Piaf et de Jacques Brel.
Elle se fait également connaître du public en jouant dans les séries Kottan ermittelt (de) et Trautmann, dans les films Das Geheimnis et Averills Ankommen (1992), Das zehnte Jahr (1995). En 2006, elle joue une vieille prostituée dans Slumming de Michael Glawogger.
En 2011, Maria Bill épouse l'acteur et réalisateur Michael Schottenberg (de), avec qui elle vit depuis longtemps et a eu un enfant.

## Prix et distinctions
- 2014 : Kammerschauspielerin

## Source de la traduction
- (de) Cet article est partiellement ou en totalité issu de l’article de Wikipédia en allemand intitulé « Maria Bill » (voir la liste des auteurs).